# Famille de Beauffort
 (avril 2019).
Pour les articles homonymes, voir Famille de Beaufort.
La famille de Beauffort est une famille subsistante de la noblesse française et de la noblesse belge, d'extraction féodale, originaire d'Artois, établie en Belgique en 1804 et admise au XIXe siècle dans la noblesse belge.

## Histoire
Attestée au Moyen Âge sous les formes latinisées Bellofordium, Belloforte, Belloforti, elle doit son nom à une antique forteresse en Artois, près de Bapaume, citée en 1290. On en voyait naguère le dernier vestige, une grosse tour ronde en pierre blanche. C'était la demeure d'une puissante famille qui a joui d'une grande influence dans les affaires de l'Artois aux XIVe et XVe siècles.
La famille de Beauffort a formé plusieurs branches en Artois. Elle compte de  nombreux militaires, notamment parmi les chevaliers de Malte, de Rhodes et de Saint Jean de Calatrava. Elle a fourni des capitaines des gardes à l'empereur Charles IV de Luxembourg et au roi d'Espagne Philippe IV, ainsi que des chambellans à l'empereur Charles Quint, aux rois de France et à la maison de Valois-Bourgogne.

## Branche aînée

### Bouchard
| Blason | Commentaires | Blason du conjoint |
| ------ | --- | ------------------ |
|        | (° v. 1100-† 1141), baron de Beaufort, châtelain de Bapaume. Marié avec Marguerite de Noyelle-Wion (° 1100), ils eurent pour enfant: Jeanne, qui suit. À la mort de Bouchard, le titre de baron de Beaufort passa sur la tête d'Aubert, frère puîné de Bouchard, et ensuite à ses descendants, tandis que la lignée de Guy de Thouars et de Jeanne était en possession de la terre baronniale. Les descendants d'Aubert prirent le nom de Beaufort et les descendants de Jeanne, celui de Beauffort. |                    |

### Jeanne
| Blason | Commentaires | Blason du conjoint |
| ------ | --- | ------------------ |
|        | (° v. 1115-† 1172), héritière de Beaufort et Noyelle-Vion. Mariée vers 1125 ou 1150 avec Guy de Thouars (° 1120-† 1176), seigneur d'Oiron, second fils d'Aiméry V, vicomte de Thouars, et de dame Agnès de Poitiers, reine d'Aragon, par son second mariage avec Ramire II d'Aragon. Ils eurent pour enfant: Baudouin, qui suit. Guy fit le voyage de la Terre sainte, où il accompagnait. Louis VII lors de la deuxième croisade |                    |

### Baudouin
| Blason | Commentaires | Blason du conjoint |
| ------ | --- | ------------------ |
|        | (° v. 1142 -† v.1200/av.1208), chevalier, seigneur de Beaufort, Noyelle-Vion et Oiron (Deux-Sèvres). Marié avec Agnès de Beaumetz, fille d'Hugues de Beaumetz, châtelain de Bapaume; ils eurent pour enfants : Aleaume, qui suit, Colart, dit Baudouin, auteur de la 2e branche dite des seigneurs d'Oiran, fut fait prisonnier par les infidèles, marié avec Annette de Vendôme, Gossuin († 29/10/1218), archidiacre de Cambrai, élu évêque de Tournai en 1203 et sacré en 1204. En 1213, il excommunia Ferrand de Portugal, comte de Flandre, pour les exactions qu'il avait commises dans le pays, inhumé dans la cathédrale de Tournai, Gilette († av.1213), chanoinesse de l'abbaye d'Estrun en 1203, Nicolas |                    |

### Aleaume
| Blason | Commentaires | Blason du conjoint |
| ------ | --- | ------------------ |
|        | (° v. 1160/1165 -† 1219), chevalier, seigneur de Beaufort, Noyelle-Vion et Bavelincourt. Marié avec Athalie de Brimeu, dame de Saire et de Cesoye; ils eurent pour enfants: Wautier, qui suit, Guy, auteur de la 3e branche, marié avec Alix d'Arras (° v. 1200), fille de Gilles d'Arras, châtelain d'Arras, Guillaume Ier, auteur de la 4e branche, seigneur de Beaufort et de Noyelle-Vion, marié avec Marguerite de Castaing, Baudouin († 1226), Aleaume et Athalie firent échange de la ferme de Maning (quatre mencaudées de terre) à l'Abbaye d'Estrun en 1213, contre un champ de Richer que Beaudoin avait donné à l'abbaye pour que les revenus reviennent à Gilette, devenue chanoinesse de cette abbaye, et ce, sa vie durant. |                    |

### Wautier
| Blason | Commentaires | Blason du conjoint |
| ------ | --- | ------------------ |
|        | seigneur de Beaufort et Noyelle-Vion. Marié avec Marie d'Angres, fille de Tassart d'Angres et une demoiselle de Picquigny; ils eurent pour enfants: Baudouin († 1250 - Mansoura-Égypte), qui suit, Jean Ier, auteur de la 5e branche, seigneur d'Angre, marié avec Jeanne d'Angre, Baudouin et Jean ont bâti le beau fort qu'on voit représenté sur les vues des albums de Croy. Il s'élevait sur une motte féodale encore bien visible. Ce château fut détruit en 1553 par les français. |                    |

### Baudouin
| Blason | Commentaires | Blason du conjoint |
| ------ | --- | ------------------ |
|        | († 1250 à Mansoura en Égypte), chevalier, seigneur de Saire, de Cessoye et de Brie. Il accompagna avec son frère Jean Ier, Robert Ier d'Artois à la septième croisade avec le roi saint Louis. Il mourut à la Bataille de Mansourah en Égypte en 1250. Marié avec Agnès de Grave; ils eurent pour enfants: Geoffroy († 1301), qui suit, Thomas († 1301), marié à une demoiselle prénommée Marguerite, avec qui il eut un fils mort jeune, Enguerrand, mort jeune. |                    |

### Geoffroy
| Blason | Commentaires | Blason du conjoint |
| ------ | --- | ------------------ |
|        | († 1301), chevalier, seigneur de Saire, Cessoye et Brie. Il se trouvait au siège de Tunis en 1270 lors de la huitième croisade entreprise par le pape Clément IV en 1268. Marié avec Yolande de Prouvy; ils eurent pour enfants: Bernard († 1307), seigneur de Saire, de Cessoye et de Brie, Pierre ou Perrin dit l'Aveugle († 1340), qui suit, Guillaume, en 1297, Philippe le Bel envoya Guillaume en ambassade au roi d'Angleterre, avec Jean de la Forest et Clément de Savis, pour déclarer à ce prince la bonne volonté du Roi, leur souverain, de maintenir la trêve qui existait entre eux, Gauthier, chanoine de Thérouanne, Robinet, Bernard et Pierre en 1302/1303 se trouvèrent à l'ost de Flandre. |                    |

### Pierre
| Blason | Commentaires | Blason du conjoint |
| ------ | --- | ------------------ |
|        | († 1340), seigneur de Saire, de Cessoye et de Brie, Il entra en conflit avec son cousin Raoul, à propos de l'utilisation du blason de Beauffort, à la suite du décès en 1308 du dernier descendant mâle d'Aubert, frère puîné de Bouchard. Pierre soutenait que ce droit lui appartenait parce qu'il descendait du fils aîné d'Aleaume, seigneur de Beaufort. Cette contestation se termina à l'amiable en 1310, par suite du mariage de Jacques Ier, fils aîné de Raoul, avec Magdeleine de Gironvilliers qui apportait les armes de Gironvilliers. Pierre put alors porter les armes de Beauffort. C'est ainsi que le quartier de Thouars disparut des armes de Beauffort, sauf dans la branche de Oiran et dans d'autres qui le portaient avec un lambel, pour brisure. Le 11 septembre 1337, il fait partie du ban et arrière-ban de la noblesse d'Artois réuni à Saint-Riquier, gentilhomme monté et armé. Marié avec Agnès de Haverskerque, ils eurent pour enfants: Antoine (° v. 1369), qui suit, Aimery († 6/10/1361), évêque d'Arras, Wautier, marié avant 1357 avec Mathilde de Boubers Abbeville Anne, mariée avec Thibaut de Canteleu, chevalier, Marguerite, chanoinesse de Mons, Marie, mariée avec Gérard de Liencourt. |                    |

### Antoine
| Blason | Commentaires | Blason du conjoint |
| ------ | --- | ------------------ |
|        | (° v. 1369), seigneur de Saire, de Cessoye et de Brie, échanson du Comte de Flandres, Marié avec Anne d'Audencham († 1370); ils eurent pour enfant: Baudouin, qui suit. |                    |

### Baudouin
| Blason | Commentaires | Blason du conjoint |
| ------ | --- | ------------------ |
|        | († 1377), chevalier, sire de Saire, Cessoye, et de Brie. Marié (cm 27/4/1361) avec Hélène de Rosimbos; ils eurent pour enfants: Philippe († 24/10/1437), commis par Jean, duc de Bourgogne, capitaine d'Arras en 1414 lors du siège par Charles VI, fut fait chevalier de l'Ordre du roi d'Aragon, en récompense de ses bons et loyaux services, Payen (24/10/1437), chevalier, maitre de camp, Philippe et Payen, les deux frères furent tués en duel le 24 octobre 1437 dans un faubourg d'Arras. Baudoin mourut le jour de la Saint Luc de l'année 1377, il avait fait toutes les guerres de son temps sous le commandement du maréchal d'Audencham, son oncle maternel. Il aliéna ses biens pour aider son roi. |                    |

Cela éteint la branche aînée. Les armes pleines de Beauffort passèrent alors à Regnaut, fils de Mathieu.

## Seigneurs d'Oiran:2ebranche
Descendance de Colart, dit Baudouin, fils de Baudouin et Agnès de Beaumetz. Cette branche s'éteint vers 1400.

### Colart
| Blason | Commentaires | Blason du conjoint |
| ------ | --- | ------------------ |
|        | Il fit le voyage de la Terre sainte avec les chevaliers de la cinquième croisade entreprise sous le pontificat d'Innocent III. Il fut fait prisonnier par les infidèles, dut vendre son fief patrimonial d'Oiron pour payer sa rançon et se racheter de l'esclavage. Marié avec Annette de Vendôme ; ils eurent des enfants : Hugues, qui suit, Jeanne (+ap.1251), mariée avec Gabriel de Longastre, seigneur de Sanzi, Marguerite († ap.1249), mariée avec Jean de Sommieux, chevalier, puis Jean de Chantoisel, chevalier. |                    |

### Hugues
| Blason | Commentaires | Blason du conjoint |
| ------ | --- | ------------------ |
|        | Marié avec Marie de Fontaines, fille de Wautier de Fontaines, seigneur de Fontaine-l'évêque et Basile de Trith ; ils eurent pour enfant: Jean, qui suit. |                    |

### Jean
| Blason | Commentaires                                                           | Blason du conjoint |
| ------ | ---------------------------------------------------------------------- | ------------------ |
|        | Marié avec Yolande d'Inchy ; ils eurent pour enfant : Henry, qui suit. |                    |

### Henry
| Blason | Commentaires | Blason du conjoint |
| ------ | --- | ------------------ |
|        | Au service de Jean, comte de Luxembourg et roi de Bohême Marié, avec Sara de Gouy ; ils eurent pour enfants : Baudouin, qui suit. |                    |

### Baudouin
| Blason | Commentaires | Blason du conjoint |
| ------ | --- | ------------------ |
|        | Au service de Charles IV de Luxembourg, capitaine des gardes du corps. Marié avec Marguerite de Montbernanchon ; ils eurent pour enfants: Charlotte, qui suit. |                    |

### Charlotte
dame d'honneur d'Anne de Luxembourg, l'épouse de Richard II, roi d'Angleterre
- marié avec Roger Tong, favori du roi Richard II d'Angleterre.

Cela éteint la 2e branche.

## Seigneurs de Ransart:3ebranche
Descendance de Guy, fils d'Aleaume et Athalie de Brimeu.

### Guy
| Blason | Commentaires | Blason du conjoint |
| ------ | --- | ------------------ |
|        | (° v. 1190 - +v.1230), seigneur de Beauffort, de Noyelle-Vion et de Ransart, pair de Hainaut. Marié avec Alix d'Arras (°v.1200), fille de Gilles d'Arras, châtelain d'Arras ; ils eurent pour enfants : Jean Ier, qui suit, Jacques (° v. 1230), auteur de la 6e branche, chevalier, seigneur de Noyelle-Vion, marié en 1255 à Bavelincourt avec Adèle d'Anthoing (° 1235), fille d'Alard d'Anthoing et Ide de Douai, Guy († 1289), marié avec Marie d'Occoche. |                    |

### Jean Ier
| Blason | Commentaires | Blason du conjoint |
| ------ | --- | ------------------ |
|        | (° v. 1220 - † 1282), dit le Croisé, chevalier, seigneur de Beaufort et de Metz. Il a participé à la septième croisade de 1248, commandée par le roi saint Louis. En 1280, il est choisi comme arbitre dans un différend entre gentilhommes d'Artois. Son sceau le représente à cheval, armé de toutes pièces, l'épée haute d'une main et de l'autre tenant un écu ou bouclier sur lequel sont représentées les trois jumelles avec un franc quartier semé de fleurs de lys et un franc canton. Le cheval est caparaçonné. Avec la devise Sigillum Johannis dui de Belloforti, militis. Marié (cm le 10 novembre 1252) avec Julienne de Saveuse (° 1230 - † 1287), fille d'Enguerrand de Saveuse et Marie de Croÿ; ils eurent pour enfants : Gilles (+1282), chevalier de l'ordre des Templiers, Jean II, qui suit, Raoul(° v. 1260 - 1314), auteur de la 7e branche, dite des seigneurs de Metz, Marquais, chevalier ; marié avec Isabelle de Moreul, fille de Bernard de Moreul et Yolande de Soissons, Béatrix, mariée avec Guy de Cayeux. |                    |

### Jean II
| Blason | Commentaires | Blason du conjoint |
| ------ | --- | ------------------ |
|        | (° v. 1260 - 1306), seigneur de Beaufort et de Bavelincourt. Marié avec Sainte d'Hamelincourt ; ils eurent pour enfants : Colart, dit à la Barbe ou le Barbu, au service de Philippe le Bel en qualité de chevalier-bachelier, ayant sous ses ordres une compagnie de onze écuyers et de douze archers, Froissard, qui suit. |                    |

### Froissard
| Blason | Commentaires | Blason du conjoint |
| ------ | --- | ------------------ |
|        | (° v. 1300 - 26 juillet 1340), chevalier, seigneur de Beaufort et de Bavelincourt. Marié en 1339 avec Jeanne Alix de Mailly (°v.1310), fille de Colart de Mailly et de Marguerite de Picquigny qui descend de : Guillaume le Conquérant par son père, Hugues Capet par sa mère, des sires de Coucy par sa mère, des comtes de Saint-Pol par sa mère, des comtes de Boulogne par sa mère, des rois d'Écosse par sa mère. Froissard et Jeanne Alix eurent pour enfants : Renaud, chevalier, seigneur de Beauffort et de Bavelincourt, capitaine du château d'Avesnes-le-Comte, sans descendance, Mathieu, alias Mathelin, dit Froissard, qui suit, Robin, Colart, bailli et capitaine du château d'Avesnes-le-Comte, Segremor, Jean († 1409), Catherine, mariée avec Simon d'Averdoingt, Barbe, alias Marie (° v. 1340), mariée avec Jacques (alias Simon) de Bailliencourt, dit Courcol (°v.1340), Il fut l'un des premiers gentilshommes qui allèrent au secours d'Eudes, duc de Bourgogne à la bataille de Saint-Omer. Il n'était pas chevalier banneret, mais chevalier bachelier. Il y fut tué le 28 juillet 1340 de la main de Robert III d'Artois, en défendant contre lui la porte du Brûle de Saint-Omer. |                    |

### Mathieu
| Blason | Commentaires | Blason du conjoint |
| ------ | --- | ------------------ |
|        | (° v. 1339 - † v.1400), alias Mathelin, dit Froissard, chevalier, seigneur de Beaufort et de Bavelincourt. Il assista à la guerre de Gueldre, qui eut lieu en 1366, et s'y signala par sa vaillance. Marié en 1375 avec Marie de Ransart (° 1350) ; ils eurent pour enfants : Colart, dit l'Etourdi, chevalier, seigneur de Beaufort et de Bavelincourt, marié avec Marie de Sains, dame de Mazinghem, fille de Tassart de Sains, dit Harpies ; veuve, elle se remaria le 11 août 1434 avec Pierre de Lieure, Regnaut dit Froissart († 1er mai 1439), se distingua au siège d'Arras en 1414 ; en récompense, il fut nommé en 1417 gouverneur et capitaine du château de Béthune. À la mort de Philippe et Payen fils de Baudouin, les armes pleines de Beauffort passèrent à Regnaut. Colart IV dit Payen, qui suit, Hélène, mariée avec Philippe de Habarcq, son cousin, Marguerite, Marie, mariée avec Étienne de Herisem, chevalier. Il eut aussi deux filles illégitimes : Jacqueline, mariée avec Jacques Guillemand, fils d'un chanoine d'Arras, Marie, mariée avec Michel Dours dit Bridoul. |                    |

### Colart IV
| Blason | Commentaires | Blason du conjoint |
| ------ | --- | ------------------ |
|        | (v. 1390 - 1461), chevalier, ancien conseiller et chambellan du duc de Bourgogne. Il acheta conditionnellement le 1er mai 1439 et définitivement le 11 mars 1444, la terre de Montenescourt à Jacques II d'Olhain, son beau-père. Marié avant 1430 à Jeanne d'Olhain d'Estaimbourg (° 1400), fille de Jacques II d'Olhain (ou Ollehain) (descendant de Charlemagne par les d'Auberchicourt) et Isabeau de Sainte Aldegonde ; ils eurent pour enfants : Philippe, dit le Barbu, qui suit, Antoine, auteur de la 8e branche', dite des seigneurs de Boisleux et de Coivin, seigneur de Boisleux et de Bouillencourt, marié en 1477 avec Marie de Warluzel, dame de Maricourt, Jean, baron de Beaumetz, seigneur de Bienvillers, Boyaval, Jeanne, marié en 1442 avec Antoine de Rivery, Jeannette, alias Marie (° 1459), mariée avec Jean de Vanspiels, seigneur de Wichte, fils d'Olivier de Vanspiels, et Isabelle de Grave dite dEscarnaix ; puis remariée en 1481 avec Jean de Bailliencourt dit Courcol, son cousin, fils de Jean de Bailliencourt dit Courcol et Marguerite de la Couronne, Il fut victime de l'inquisition, accusé d'être vaudois, une secte d'hérétiques qui commença au XIIe siècle qui eut pour fondateur Pierre Valde ou de Vaux. Les vaudois persécutés et exterminés en France par l'inquisition, se retirèrent en nombre en Piémont où ils existent encore. |                    |

### Philippe
| Blason | Commentaires | Blason du conjoint |
| ------ | --- | ------------------ |
|        | Chevalier en 1476, seigneur de Beaufort, de Ransart, de Bienvillers, de Bavelincourt, de Boyaval, de Graincourt, de Hestrus, de Curles, de Montenescourt, de Villers-l'Hôpital ; capitaine de la ville d'Arras. Il fut inhumé sous le chœur de l'église de Beaufort. Marié avec Jeanne le Josne de Contay, veuve d'Antoine de Habarcq, premier maître d'hôtel du duc de Bourgogne ; ils eurent pour enfant : Jean IV († 23 septembre 1503), qui suit, Guillaume, Rodolphe, Antoinette, mariée avec Gilles d'Ongnies, seigneur de Brouay et de Chaulnes, Jeanne, mariée avec Robert du Fay, seigneur de Hulluch, Marguerite, mariée en 1480 avec Pierre de la Hagerie. |                    |

### Jean IV
| Blason | Commentaires | Blason du conjoint |
| ------ | --- | ------------------ |
|        | († 23 septembre 1503 à Arras), chevalier, bareau de Beaufort, gouverneur d'Arras. Il fut inhumé sous le chœur de l'église de Beaufort. Marié avec Marie de Lannoy, fille de Jean de Lannoy ; ils eurent pour enfants : Philippe II († 31/12/1530), qui suit, Jeanne († 11/6/1533), mariée (cm 20 août 1525) avec Antoine de Montmorency († 21 mars 1529), inhumé dans l'église d'Amogies-lez-Tournai, Jeannette, dite la Jeune, mariée (cm 4 avril 1522) avec Philippe de Ghistelles, Jeannet, seigneur de Bienvillers. |                    |

### Philippe II
| Blason | Commentaires | Blason du conjoint |
| ------ | --- | ------------------ |
|        | († 31 décembre 1530), chevalier, baron de Beaufort, conseiller et chambellan de l'empereur Charles Quint et grand bailli de Tournai. Marié avec Jeanne de Hallewin (ou Halluin ou Hallewijn) († 27 novembre 1557) ; ils eurent pour enfants : Georges († 1556), baron de Beaufort, seigneur de Bavelincourt, gentilhomme de bouche de Charles Quint, gouverneur et capitaine du château de L'Écluse, marié avec Marie de Barlaymont, mort sans descendance, Philippe III († 1582), qui suit, Bonne (° septembre 1527 - av.1558), chanoinesse d'Ardenne-les-Namur, Il eut aussi un enfant naturel : Georges. |                    |

### Philippe III
| Blason | Commentaires | Blason du conjoint |
| ------ | --- | ------------------ |
|        | († 1582), chevalier, seigneur et baron de Beaufort, de Montenancourt, de Reusmes, de Ransart..., député général et ordinaire du corps de la noblesse aux États d'Artois. Il fut inhumé dans l'église de Beaufort. Marié avec Madeleine de La Marck, dame de Lumain (arrière-petite-fille de Guillaume de La Marck, le sanglier des Ardennes) ; ils eurent pour enfants : Anne († 26 mars 1588), qui suit. |                    |

.

### Anne
| Blason | Commentaires | Blason du conjoint |
| ------ | --- | ------------------ |
|        | († 26 mars 1588), baronne de Beaufort, de Ransart, de Ruesmes..., Mariée (cm 17 décembre 1582) avec Philippe de Croÿ (° 1562 - † 4 février 1612), fils de Jacques III de Croÿ-Sempy (ru) et Yolande de Lannoy. Elle fut inhumée le 26 mars 1588 à Solre-le-Château. |                    |

Avec elle se termine la 3e branche. À la mort d'Anne, les armes pleines de Beauffort passèrent à Antoine, fils de Jean III.

## Seigneur de Vacquerie:4ebranche
Descendance de Guillaume Ier, fils d'Aleaume et Athalie de Brimeu

### Guillaume Ier
| Blason | Commentaires | Blason du conjoint |
| ------ | --- | ------------------ |
|        | Seigneur de Beaufort et de Noyelle-Vion. Il quitta l'Artois vers 1200, pour s'installer dans le Cambraisis où il forma une branche. Marié avec Marguerite de Castaing, ils eurent : Louis, Harvoise († 1202), mariée avec Simon d'Ongnies († 1202) Jean dit le Leu, receveur de Hainaut, marié avec une demoiselle de Liencourt, Guillaume II, qui suit. |                    |

### Guillaume II
| Blason | Commentaires | Blason du conjoint |
| ------ | --- | ------------------ |
|        | Seigneur de la Vacquerie. Marié avec Jeanne de Warlincourt ; ils eurent pour enfants : Guillaume III († 1304), qui suit, Philippe, cité en 1291 comme chanoine de l'église Ste Croix de Cambrai. |                    |

### Guillaume III
| Blason | Commentaires | Blason du conjoint |
| ------ | --- | ------------------ |
|        | († 1304), seigneur de Vacquerie. Marié en 1290 avec Agnès de Bousies ; ils eurent pour enfants : Guillaume IV, bailli de Crèvecœur, Jean, chanoine et trésorier du chapitre de l'église Ste Croix de Cambrai, il fut un familier des familles de la Maison des comtes de Hainaut, il concourut à la rédaction de nombreux actes concernant cette Maison, Agnès, marié avec Guy de Paris. |                    |

La descendance de cette branche est inconnue.

## Seigneurs d'Angre:5ebranche
Descendance de Jean Ier, fils de Wautier et Marie d'Angre. Cette branche s'éteignit en 1361.

### Jean Ier
| Blason | Commentaires | Blason du conjoint |
| ------ | --- | ------------------ |
|        | Il accompagna avec son frère Baudouin, Robert Ier d'Artois à la septième croisade avec le roi saint Louis. Il commandait un corps de troupe composé de nombreux religieux franciscains qui appela "de cordes liés", après transformation le terme "cordeliers" resta le surnom donné aux franciscains. Marié avec Jeanne d'Angre ; ils eurent pour enfant : Thomas († 1298), qui suit. |                    |

### Thomas
| Blason | Commentaires | Blason du conjoint |
| ------ | --- | ------------------ |
|        | († 1298), seigneur d'Angre. Marié avec une demoiselle prénommée Annette ; ils eurent pour enfants : Guy, Jean II, qui suit. |                    |

### Jean II
| Blason | Commentaires | Blason du conjoint |
| ------ | --- | ------------------ |
|        | Chevalier, seigneur d'Angre. Marié avec Saintine de Binche, ils eurent pour enfants : Jean III († 1er avril 1361), qui suit, Henri, écuyer, seigneur d'Angre, il vendit la seigneurie d'Angre vers 1400 à Guillaume de Sars, Jeanne, religieuse, Sainte, religieuse, Marie, religieuse, Isabeau, religieuse, Philippine, religieuse. |                    |

### Jean III
| Blason | Commentaires                                                                               | Blason du conjoint |
| ------ | ------------------------------------------------------------------------------------------ | ------------------ |
|        | († 1/14/1361), seigneur d'Angre. Marié en 1359 avec Jeanne Desprez, mort sans descendance. |                    |

Avec Jean III, s'achève cette branche des Seigneurs d'Angre.

## Seigneurs de Noyelle-Wion:6ebranche
Descendance de Jacques, fils de Guy et Alix d'Arras

### Jacques
| Blason | Commentaires | Blason du conjoint |
| ------ | --- | ------------------ |
|        | (° v. 1230), chevalier, seigneur de Noyelle-Vion. Marié en 1255 à Bavelincourt avec Adèle d'Anthoing, fille d'Alard ou Hugues III d'Anthoing et d'Ide de Douai ; ils eurent pour enfants : Jean (°v.1260), qui suit, Jeanne (°v. 1260 - 1339), mariée avant 1294 avec Hugues III de Béthune (+1331), seigneur de Plancques ou Desplancques, des Préaux et Vendin, Guy († 1289), Isabeau, mariée avec Pierre de Ranchicourt ou Rancicourt, leur sépulture est dans la chapelle du château de Ranchicourt, près d'Houdain, Agnès, mariée avec Thibaut de Bailliencourt, dit Courcol, troisième fils de Philippe de Bailliencourt et de dame d'Orville, fut tué à la bataille de Courtrai le 11 juillet 1302, sous les ordres de Robert II, comte d'Artois, Baudouin Ier († 1376), seigneur de Gouy. |                    |

### Jean
| Blason | Commentaires | Blason du conjoint |
| ------ | --- | ------------------ |
|        | (° 1260), seigneur de Noyelle-Vion. Marié avec Clémence de Beaumetz, dame d'Agnetz, ils eurent : Colart (° 1285), qui suit, Baudouin II, seigneur de Gouy, d'Estrayelles et de Tilloy, conseiller et chambellan du duc de Bourgogne ; gouverneur et bailly de Péronne, a participé à la bataille d'Azincourt, marié avec Jacqueline de Mallet dite de Coupigny, fille de Robert de Mallet de Coupigny, Isabeau, mariée avec Robert ou Enguerrand de Lieres, seigneur de Gournay. |                    |

### Colart
| Blason | Commentaires | Blason du conjoint |
| ------ | --- | ------------------ |
|        | (° 1285), seigneur de Noyelle-Vion et d'Agnetz. Marié avec Marguerite de Bailleul ; ils eurent comme enfants : Guillaume († 1458), qui suit, Marguerite, abbesse d'Estrun de 1444 à 1446. |                    |

### Guillaume
| Blason | Commentaires | Blason du conjoint |
| ------ | --- | ------------------ |
|        | († 1458), chevalier, seigneur d'Agnetz. Marié (cm 10/1/1419) avec Jeanne de Beauffort († 1458), fille de Jacques II de Beauffort, écuyer, seigneur de Saulchoy, de Markais, d'Hersin et Jeanne de Bruce. |                    |

La descendance issue de cette branche est inconnue.

## Seigneur de Metz et de Marquais:7ebranche
Descendance de Raoul, fils de Jean Ier et Julienne de Saveuse

### Raoul
(v. 1260 - 1314), chevalier
- il rentra en conflit avec son cousin Pierre, sur l'utilisation des armes pleines de Beauffort (d'or, au sémé de fleurs de lys d'azur, au franc quartier de gueules), à la suite du décès en 1308 du dernier descendant mâle d'Aubert, frère puiné de Bouchard. Raoul revendiquait ces armes pour la raison qu'il était d'un degré plus rapproché que Pierre du dernier mâle décédé de l'ancienne Maison de Beaufort. Cette contestation se termina à l'amiable en 1310, par suite du mariage de Jacques Ier, fils aîné de Raoul, avec Magdeleine de Gironvilliers, sa cousine germaine par sa mère, qui apportait les armes de Gironvilliers. Pierre put alors porter les armes plein de Beauffort.
- marié avec Isabelle de Moreuil, fille de Bernard V de Moreuil, chevalier, seigneur de Moreuil en Picardie et Yolande de Soissons, dame de Cœuvres et sœur de Bernard VI de Moreuil ; ils eurent pour enfants :
  - Jacques Ier dit Baudouin (° v. 1290), qui suit
  - Wion dit Frion († 1341), seigneur de Saclains et bailli de Bavelincourt, marié avec Marie de Douvrin. En 1315, un jugement au nom du roi de France reconnaît le droit de dîme de Bavelincourt à l'abbaye de Moreuil.
  - Jean, seigneur de Mouy, marié avec Flore de la Cauchie
  - Charles († 1369), chevalier, capitaine des arbalétriers de Louis de Nevers
  - Simon
  - Guy
  - Jeanne, religieuse de l'abbaye de Messines-lès-Ypres.

### Jacques Ier
|  |  | (° v. 1290), chevalier-bachelier, seigneur de Metz et de Marquais, capitaine, gouverneur de Thérouanne. - il était la bataille de Cassel en 1328, à l'ost Tournai en 1339, et la bataille de Bouvines en 1340. - marié avec Magdeleine de Gironvilliers (° v. 1290), dame du Saulchoy et de Tincquette - Guyon (° 1320), qui suit - Charles († 1356), mort à la bataille de Poitiers en défendant le roi Jean le Bon, vaincu et fait prisonnier par le Prince Noir. - Robert, seigneur de Rollecourt et de Saint Valéry, conseiller et chambellan du roi de France - Isabeau, mariée (cm 5/4/1345) avec Antoine de Habarcq |

### Guyon
(° 1320), chevalier, seigneur de Metz, Marquais, de Tinquette et du Saulchoy, attaché à Philippe VI de Valois
- cité en 1334 dans un acte passé au château de Mons
- marié avec Marie de Souastre (° 1320 - ap.1369), veuve de Guibert de Cayeu
  - Tassart (° 1350 - † 1409), qui suit
  - Mathieu, seigneur de Metz, terre qu'il vendit pour se racheter des mains de infidèles dont il était prisonnier
  - Jacques († 28/9/1396), tué à la bataille de Nicopolis
  - Paul, chanoine au chapitre de Thérouanne, puis du chapitre noble de Saint-Lambert de Liège
  - Tristan, entré dans les ordres
  - Enguerrand, religieux
  - Jeanne, marié avec Michel de Bailleul, puis Jean de Stavele
- Mathieu et Jacques firent partie de la septième croisade. Mathieu fut fait prisonnier et Jacques fut tué à la bataille livrée contre le sultan Bajazet à Nicopolis en 1396.

### Tassart
(° 1350 - † 1409), écuyer-banneret, seigneur de Saulchoy, de Tincquette et de Marquais, officier du duc de Bourgogne
- Il fut prisonnier en 1383 à la Bataille de Roosebeke, soutenue par Charles VI contre les Flamands révoltés.
- marié avant 1384 avec Marie de la Personne (° 1350 - † 1409), dite de Verloing dame d'Hersin, fille d'Antoine de la Personne et de Marie d'Ailly ; ils eurent pour enfants :
  - Jacques II (° 1370 - † 1441), qui suit
  - Jacquet († 1436), seigneur de Tincquette
  - Gautier († 1446), échanson d'Eudes IV de Bourgogne, il se trouvait à la bataille d'Azincourt
  - Jean († 1415), mort à la bataille d'Azincourt, avec plusieurs de ses cousins, dont Antoine de Beauffort, seigneur d'Avesnes, panetier et maitre d'hôtel du roi, Jean de Beauffort de Noyelles-Vion et son fils Baudouin furent faits prisonniers (ou tués), Charles de Beauffort, seigneur de Bavelincourt et Adolphe de Beauffort, seigneur de Saclais, blessé mortellement.
  - Sarrazin, servait le parti du dauphin, il fut fait et créé chevalier en 1421
  - Favie, mariée avec Jacques de Habarcq
  - Hélène (ap.1420), mariée (cm 18/11/1413) avec Colart de Cambray, chevalier
  - Marie, mariée avec Charles de Renty, puis Georges de Wancquetin
- En 1407, Tassart et son fils Jacques II font don à la chapelle de Saint-Eloy, dite des seigneurs de Beauffort, en l'église de Saint-Géry d'Arras, un vitrail portant le blason de Gironvillers, chargé du franc quartier de Beauffort et de celui de la Personne.

### Jacques II
(° 1370 - † 1441), écuyer, seigneur de Saulchoy, de Marquais, d'Hersin, capitaine de la ville d'Arras, capitaine du duc Jean Ier de Bourgogne
- En 1414, Jean, duc de Bourgogne, comte de Flandre, nomme Jacques capitaine de la ville d'Arras. Cette ville assiégée avait pour gouverneur particulier Guillaume de Guînes, seigneur de Bonnières et pour capitaine, Philippe, chambellan du duc de Bourgogne.
- En 1435/1437, Jacques et Jean Ier, son fils, firent un procès en vue de se voir exempté du droit de nouvel acquêt (taxe du roi lié à l'acquisition de nouveau fief), en raison de leur noblesse d'extraction.
- marié (cm 9 mars 1400) avec Jeanne de Bruce (°1370 - † 1432), de la famille royale d'Écosse, inhumé dans l'église Saint-Géry d'Arras.
  - Jean Ier (° 1400 - ap.1465) dit le Dragon, qui suit
  - Jeannet († 1506), seigneur d'Illies
  - Henriette, mariée en 1431 avec Martin de Rely
  - Jeanne († 1458), mariée (cm octobre 1419) avec Guillaume de Beauffort de Noyelle-Vion, son cousin
  - Marguerite, mariée avec Thomas Baudain, seigneur de Clause, puis en 1450 avec Robert de Haverskerque, seigneur de Moulins, ayant eu deux fils sans descendance
  - Catherine, mariée avec Thibaut de Rosimbos, chevalier, seigneur de Masle

### Jean Ier
(° 1400 - ap.1465), dit le Dragon, chevalier, seigneur de Saulchoy, Marquais, Hersin
- domicilié à Arras, sur la place du Petit Marché, maison du Dragon, qui portait le dragon de Saint Georges sculpté sur la façade, dont provient son surnom. il se fit reconnaître bourgeois d'Arras en 1422 afin de jouir des privilèges et immunités attachés à ce titre.
- marié (cm 18/3/1424) à Arras avec Marie de Paris (° 1400 - † 1473), dame de Bullecourt, fille de Jean de Paris ; ils eurent pour enfants :
  - Jean († 9/2/1479), seigneur de Lassus et du Saulchoy, écuyer de Charles le Téméraire, marié avec Antoinette d'Avroult (Famille d'Averhoult).
  - Jean II ou Jeannet (° 1440), qui suit
  - demoiselle, chanoinesse du chapitre d'Arras
  - Antoine, seigneur d'Avesnes, panetier de l'empereur Maximilien Ier ; après la bataille de Guinegatte (7 août 1479)[5], où il s'était signalé, il fut armé chevalier la même année ; marié en 1467 avec Anne de Barbançon, ils eurent pour enfants :
    - Antoinette, mariée avec Jean d'Esnes, chevalier, seigneur de Wavremont
    - Isabelle, mariée avec Philippe de Bailleul, seigneur d'Aublin

  - Guillaume († 1475 ou 1477), chevalier, tué sous les murs de Nancy, marié avec Marie du Faing, sans descendance
  - Jacques, chevalier de Saint Jean
  - Robert, seigneur de Bavelincourt, marié avec Jeanne d'Ailly, dite de Sains-les-Hautecloque; ils eurent pour enfant :
    - Marie, mariée avec Robert d'Amiens dit de Bachimont, seigneur de Fontaine-les-Boulans ; puis avec Tassart de Hanon

  - Pierre, seigneur de la Motte, marié avec Jeanne d'Ongnies
  - Michel, marié avec Jeanne de Neufville
  - Hélène, mariée avec Louis de Beaufremez, seigneur de Carolis
  - Isabeau († 1511), mariée avec Jean de Goor, seigneur de Curvigny ou Quivigny, chambellan du duc de Bourgogne ; puis Rasse de le Warde, seigneur de Cuviny, maître d'hôtel du roi Louis XI
- inhumés dans l'église St Géry d'Arras

### Jean II
(° 1440 - 11/3/1496), seigneur de Bullecourt, de Marquais, d'Hersin, de Saulchoy, ... capitaine
- marié (cm 13/2/1475 au château d'Oriaumont) avec Jeanne le Borgne (°28/8/1454 - +1512), fille de Jacques le Borgne et Françoise d'Aoust; ils eurent pour enfants:
  - Jean III (° 13/2/1476 - † 1551), qui suit
  - Jeannet (° 7/6/1479 -† 13/10/1556), chevalier, seigneur de Marquais, Bailleul-aux-cornailles, marié (cm 29/1/1514) avec Jeanne de Beaufremez; ils eurent pour enfant:
    - Jeanne, chanoinesse de Mons

  - Robert (° 12/5/1490 - † 1519), seigneur de Beaurains, capitaine de chevau-légers
  - Philippe († 11/4/1546), gentilhomme de bouche du roi d'Espagne, marié avec Alix de Rabodenghes; ils eurent pour enfant:
    - Charles († 13/4/1558 à la bataille de Gravelines)

  - Eustache († 1543), seigneur d'Hersin, marié (cm 9/9/1519) avec Louise d'Incourt (+1543)
  - Claude (° 1493 - +1560), gentilhomme de bouche du duc de Savoie
  - Louis († 1537), écuyer, seigneur de Muy, marié en 1532 avec Anne le Prevost
  - Marie († 25/7/1543), mariée avec Robert du Bois, chevalier, seigneur de Bois-Bernard et d'Oppy
  - Magdeleine (° 23/5/1481 -† 21/2/1550), religieuse dominicaine au monastère de la Thieuloye, sis à Arras
  - Josine (° 13/6/1482), fille d'honneur de la reine de Castille, mariée (cm 14/9/1511) avec Jacques de Wancquetin, chevalier, seigneur de Beuses
  - Catherine (° 14/9/1484), mariée (cm 18/7/1503) avec Jean du Grospire, seigneur de Ligny
  - Marguerite (° 29/6/1486), mariée (cm 19/6/1508) avec François de la Tramerie
  - Isabeau (° 27/4/1488), mariée le 22/5/1516 avec Michelet de Doffines, seigneur de Dorlencourt, fils de Michel de Dorlencourt et Marguerite de Wignacourt; puis Pierre de Moncheaux dit Adin, écuyer, fils de Pierre de Moncheaux et Jeanne de Poix
  - Marguerite, mariée avec Jacques d'Ongnies, seigneur de Chatelet
  - Paquette († 1516), dame de Bailleul-aux-cornailles, mariée le 4/5/1500 avec Charles de Crespieul, seigneur de Bricques et du Taillich, domiciliés à Arras, paroisse de St Géry

### Jean III
(° 13/2/1476 - † 1551), chevalier, seigneur de Bullecourt, de Marquais et du Saulchoy
- marié (cm 22/12/1513) avec Magdeleine de Sacquespée (°1480 - +1532), fille de Robert de Sacquespee et Agnès de Carnin; ils eurent pour enfants:
  - Romain, dit le Blond (+17/2/1562), qui suit
  - Antoine, écuyer, seigneur de Saulchoy et de Bailleul-aux-cornailles, capitaine et gouverneur du château de Béthune, marié (cm 16/4/1571) avec Jacqueline de Ranchicourt, puis (cm 12/1/1580) avec Barbe de Foeutre, sans descendance. À la mort d'Anne, les armes pleines de Beauffort passèrent à Antoine.
  - Philippe († 1544 au siège de St Dizier), seigneur de Beaurains
  - Eustache, écuyer, seigneur d'Avesnes
  - Marguerite, mariée avec Baudouin de Nœud, seigneur de Nœux-en-Gobelle
  - Eustache, lieutenant-colonel au régiment d'Isbergue
  - Jean († 3/8/1582 à Anvers), seigneur de Sainte Barbe
  - Magdeleine (° 1515 - 5/12/1583 à Arras), dame de Marquais, mariée avec Jean-Baptiste de Bayart (° 1510 - 15/9/1580), chevalier, seigneur de Gantau et de Marquais, echevin de la ville d'Arras
  - Barbe († 14/5/1588), dame d'Hersin, en 1532, admise et reçue chanoinesse du noble chapitre d'Andenne-lez-Namur, sur la recommandation de l'empereur Charles Quint, elle mourut doyenne de ce chapitre le 14/5/1588
  - Marguerite ou Marie († 1599), mariée avec Jean Baudart, seigneur de Bondues, puis en 1588 avec Robert de Hauteclocque (° 1533)
  - Anne († 1591), mariée (cm 17/7/1567) avec Jean de Givery, écuyer, vicomte de Gleins-les-Mons, seigneur de Brévillers
  - Annette, religieuse cistercienne du Vivier à Arras
  - Jeanne, religieuse à Messines-les-Ypres
  - Françoise, chanoinesses du chapitre d'Estrun
- puis marié (cm 17/5/1533) avec Cornélie de Kils; ils eurent pour enfants:
  - Hugues (°1534 - † 8/8/1597), auteur du rameau, 7-a, chevalier, seigneur de Lassus, du Saulchoy, du Cauroy…, marié (cm 7/8/1561) avec Marguerite de Le Val
  - Gabrielle, mariée (cm 12/12/1565) avec Guillaume d'Hespel, seigneur de Bus

### Romain
(†  17/2/1562 à Arras), chevalier, seigneur de Bullecourt, de Marquais, de Beaurains
- marié (cm 3/12/1549) à Arras avec Antoinette de Warluzel; ils eurent pour enfants:
  - Jean Romain (+5/2/1609 à Valladolid en Espagne), élevé à la cour du roi d'Espagne
  - Philippe Antoine (° 7/6/1552 - 18/9/1604 à Madrid), tué en duel
  - Jacques († 1589 à Arques), au service du roi Henri IV
  - Antoinette, chanoinesse du chapitre de Munster-Bilsen dans le Limbourg
- puis, marié (cm 14/4/1555) avec Magdeleine de Schoonvliet († 25/11/1584), fille d'Hubert de Schoovliet; ils eurent pour enfants:
  - Gilles (° 1569 - 26/7/1636 à Douai), qui suit
  - Marguerite († 28/3/1615), mariée (cm 29/4/1575) avec Robert de Blocquel, écuyer, seigneur de Lamby

### Gilles
(° 1569 - 26/7/1636 à Douai), chevalier, seigneur de Mondicourt, capitaine de chevau-légers au service du roi d'Espagne, fait chevalier en 1631 par le roi (voir Mondicourt)
- marié (cm 13/11/1589) avec Anne le Marchant († 1591), sans descendance
- puis, marié (cm 28/12/1592) avec Suzanne de Fournel, dame de Graincourt; ils eurent pour enfants:
  - Jérôme (° 15/2/1584 - † 28/9/1595)
  - Marie (° 23-10-1595 - † 27/8/1648 à Han en Champagne), mariée (cm 15/6/1622) avec Étienne du Val, comte de Mondreville et de Dampierre
  - Mathieu (° 15/7/1597 - † 10/12/1597)
  - Robert (° 4/11/1598 - 5/9/1668 à Saint-Omer), chevalier, seigneur de Mondicourt, mayeur de la ville de Saint-Omer, marié en 1630 avec Isabelle de France, dame de Frémicourt (ils eurent une descendance). À la mort d'Antoine, fils de Jean III, les armes pleines passèrent à Robert.
  - Eustache (10/12/1600 - † 5/9/1646 à Leuze dans le Hainaut)
  - Louis (°4/2/1603 - † 24/8/1676 à Douai), religieux
  - Claire (°18/2/1605 - † 25/4/1607)
  - Renom (°27/5/1606 à Arras - † 8/10/1647 d'une blessure reçue au siège de Dixmude), marié (cm 9/8/1635) avec Alexandrine de Massiet, dame de Moulle (ils eurent une descendance)
  - Marie Marguerite (°7/2/1611 - † 25/4/1679)
  - Herman (° 2/8/1613 - † 13/9/1626)
  - Marie Suzanne (°6/12/1615 à Mondicourt - † 1/10/1624 à Mondicourt)

[à ne pas continuer avec la descendance de Robert et Renom]

## Rameau 7-a
Descendance d'Hugues, fils de Jean III et Cornélie de Kils

### Hugues
| Blason | Commentaires | Blason du conjoint |
| ------ | --- | ------------------ |
|        | (° 1534 - † 8 août 1597 à Arras), chevalier, seigneur de Lassus, du Saulchoy, du Cauroy… Marié (cm 7 août 1561) avec Marguerite de Leval; ils eurent pour enfants: Antoine (° 10 septembre 1582 à Arras - 1649 à Arras), capitaine d'une compagnie de gens de pied, Jean-Baptiste (°28 août 1585 à Arras - 30 novembre 1637), chevalier, seigneur de Lassus, du Ponchel, lieutenant du gouverneur d'Arras, marié avec Jeanne de Belvalet, abbesse de l'abbaye d'Estrun (ils eurent une descendance). (En octobre 1677, Antoine Joseph de Beauffort, écuyer, probablement fils de Jean-Baptiste, seigneur de lassus et Cauroy est fait chevalier héréditaire par lettres données à Versailles. Il est le frère de Pierre Ignace de Beauffort, seigneur de Warnicamp, et le beau-frère de Charles de Moncheaux, seigneur de Moncheaux et de Fouquevillers, marié à Marguerite de Beauffort, faits chevaliers conjointement par lettres données à La Fère en août 1656), Marie, mariée en 1605 avec Antoine de Belvalet, seigneur de Pomera, de Bienvillers et de Famechon, conseiller du Conseil provincial d'Artois, sans descendance, Hugues dit le Bel (+1er février 1636), écuyer, seigneur de Saulchoy, marié le 26 août 1625 avec Catherine de Cornaille (femme d'une rare beauté) (ils eurent une descendance), Isabelle (° 1569 - † 27 septembre 1634), Marguerite. |                    |

[à ne pas continuer avec la descendance de Jean-Baptiste et Hugues]

## Seigneurs de Boisleux et de Coivin:8ebranche
Descendance de Antoine, fils de Colart IV et Jeanne d'Ohlain d'Estaimbourg

### Antoine
| Blason | Commentaires | Blason du conjoint |
| --- | ------------ | ------------------ |
| Seigneur de Boisleux et de Bouillencourt. Marié avec Marie de Warluzel, dame de Maricourt; ils eurent pour enfants: Jean III († 1560), qui suit, Catherine, marié le 5 janvier 1507 avec Jean d'Ostrel, Firmin, seigneur de Boisleux, marié avec Jeanne de Bise, ils eurent une fille prénommée Marie, François, écuyer, seigneur de Maricourt, Ponce, religieuse, Adrien, entra dans les ordres. |              |                    |

### Jean III
| Blason | Commentaires | Blason du conjoint |
| ------ | --- | ------------------ |
|        | († 1560), chevalier, seigneur de Boisleux, de Cowin, de Caron et de Graincourt. Marié en premières noces avec Jeanne de Beaufremez; ils eurent pour enfant: Claude († av.1569), qui suit, puis, marié en secondes noces avec Adrienne d'Ollehain, fille de Jacques d'Ollehain et Marie de Bajencourt ; ils eurent pour enfants : Jean IV, auteur du rameau 8-a, seigneur de Coivin, de Caron et de Graincourt, marié (cm 19 mars 1539) avec Magdeleine d'Ostrel, dire de Lière, François († 18 juillet 1587), seigneur de Maricourt, de Saint-Marc et de la Motte, enseigne d'une compagnie d'homes d'armes des ordonnances du roi, marié avec Marie de Mondrelois ; dont descendance : Marie (ap.1587), dame de Maricourt, de la Motte et de Saint-Marc, mariée avec Adrien de la Forme, seigneur de Framicourt, sans descendance, Hector († 25 juillet 1589), auteur du rameau 8-b, seigneur de Warlincourt et de Boisleux, marié (cm 17 avril 1560) avec Jeanne de Lalaing dite Penel, un garçon, devenu religieux à Messines-lès-Ypres, Catherine, religieuse, Jean, seigneur de Boisleux, il eut un fils illégitime prénommé Philippe. |                    |

### Claude
| Blason | Commentaires | Blason du conjoint |
| ------ | --- | ------------------ |
|        | († av. 1569), seigneur de Boisleux, de Hatevillers et de Blaireville. Marié avec Joséphine de Bethisy; ils eurent pour enfant: Nicolas, qui suit. |                    |

### Nicolas
| Blason | Commentaires | Blason du conjoint |
| ------ | --- | ------------------ |
|        | Seigneur de Boisleux et de Blaireville. Marié avec Étiennette le Clerc; ils n'eurent pas de descendance. Il eut un fils illégitime prénommé Jacques. |                    |

## Rameau 8-a
Descendance de Jean IV, fils de Jean III et Adrienne d'Ollehain

### Jean IV
Seigneur de Coivin, de Caron et de Graincourt
- marié (cm 19/3/1539) avec Magdeleine d'Ostrel, dite de Lière; ils eurent pour enfants:
  - Jean V (ap.1595), qui suit
  - Claude († 15/4/1632), chevalier, baron de Graincourt, marié avec Jeanne de Villeperg († ap.1612), puis avec Marguerite de Tenremonde, mort sans descendance
  - Anne (° 1543 - 8/1625), chanoinesse de Maubeuge
  - Marie, religieuse dominicaine au monastère de la Thieuloye

### Jean V
(ap.1595), chevalier, baron de Graincourt, gouverneur de Renty
- marié en premières noces le 26 octobre 1572 à Arras avec Claudine de Hallewin, veuve de Jeann de Bonnières seigneur de Souastre, fille de Claude de Hallewin seigneur de Nieurlet gouverneur de Dunkerque et de Saint-Quentin et de Louise de Houchin-Longastre ; ils eurent pour enfants[7]:
  - Claude († 1617 au siège de Verceil), chevalier, baron de Graincourt, seigneur de Coivin, capitaine d'infanterie puis capitaine de mousquetaires à cheval, de cuirassers et de chevau-légers au service du roi d'Espagne. Membre du conseil de guerre et gouverneur de Renty. Marié le 6 avril 1611 à Douai avec Cécile Anne d'Ongnies, fille de Jacques seigneur d'Estrées-en-Artois et d'Anne de Withem. Ils eurent trois enfants[7]:
    - Albert, page de l'archiduc d'Autriche mort sans hoirs en 1628.
    - Anne-Chrétienne, chanoinesse puis abbesse du chapître de Maubeuge.
    - Marguerite-Thérèse, mariée à N. O'Neil colonel au service de l'Espagne.

  - Magdeleine (° 1573 - † 1596), chanoinesse de Maubeuge
  - Adrienne Louise (° 1579), chanoinesse de Maubeuge, fut marié en 1599 avec Lamoral de Landas, seigneur de Lovegnies
  - Marie, chanoinesse de l'abbaye d'Estrun, fut marié avec Albert de Guines de Bonnières, seigneur de Souastre († 1652)
- puis, marié (cm 1587) avec Anne de Pardo († 1er septembre 1590), sans descendance
- puis, marié (cm 7 octobre 1591) avec Claude d'Acheu, sans descendance
- Après la mort de Philippe III en 1582, une nouvelle contestation intervient surgit entre Jean V et Hector au sujet du port des armes pleines. L'affaire fut soumise à un arbitrage. Les juges se décidèrent en faveur d'Hector, neveu de Philippe, fils du frère aîné.

[à ne pas continuer avec la descendance de Claude]

## Rameau 8-b
Descendance de Hector, fils de Jean III et Adrienne d'Ollehain

### Hector
| Blason | Commentaires | Blason du conjoint |
| ------ | --- | ------------------ |
|        | († 25 juillet 1589), seigneur de Warlincourt et de Boisleux. Marié (cm 17 avril 1560) avec Jeanne de Lalaing, dite Penel; ils eurent pour enfants: Louis (°1570 - † 25 mars 1608 au Quesnoy), qui suit, Claudine († 7 mars 1589), chanoinesse de Maubeuge. En 1566, il participa en tant que lieutenant de Georges de Ligne, comte d'Estambrugghe, à la défense de l'Artois contre les calvinistes. Après la mort de Philippe III en 1582, une nouvelle contestation surgit. Elle intervient entre Jean V et Hector au sujet du port des armes pleines. L'affaire fut soumise à un arbitrage. Les juges se décidèrent en faveur d'Hector, neveu de Philippe, fils du frère aîné. Hector décida d'écarteler les armes pleines avec celles d'Ollehain, sa mère. |                    |

### Louis
| Blason | Commentaires | Blason du conjoint |
| ------ | --- | ------------------ |
|        | (°1570 - † 25 mars 1608 au Quesnoy), seigneur de Boisleux, de Warlincourt, de Mercatel, de Rochefort et de Liauette, commandant de la compagnie de Philippe, comte d'Egmont, à Bapaume, élevé chevalier en 1596 (voir Boisleux-au-Mont). Marié en premières noces avec Marguerite de Cunchy, le 30 janvier 1589, sans descendance. Puis, marié en secondes noces (cm 21 août 1598) avec Antoinette de Gongnies; ils eurent pour enfants: Antoine II, chevalier, seigneur de Boisleux-au-Mont, de Boisleux-Saint-Marcq, gouverneur de Bapaume, Alexandre († 1620 à Oppenheim), seigneur de Warlincourt, Marie, morte jeune, Marie, mariée (cm 18 janvier 1624) avec Philippe Albert de Guines, dit de Bonnières, Michelle Anne, dame de Boisleux-au-Mont, et de Saint-Marcq, mariée le 11 février 1631 à Vendegies avec François Alexandre de Blondel, seigneur de Manchicourt, Antoinette, mariée (cm 10 mars 1635) à Vendegies-au-Bois avec Jean Grand O'Neill, colonel irlandais, gentilhomme de la chambre du roi d'Espagne. |                    |

## Depuis leXVIIesiècle
- Pierre Ignace de Beauffort, seigneur de Warnicamp, a été fait chevalier par lettres données à La Fère en août 1656.
- En même temps que lui, a été fait chevalier son beau-frère Charles de  Moncheaux, seigneur du lieu (Moncheaux? Moncheaux-les -Frévent?) et de Foucquevillers (Foncquevillers?), marié à Marguerite de Beauffort.
- Antoine Joseph de Beauffort, écuyer, frère de Pierre Ignace et de Marguerite, seigneur de Lassus et du Cauroy a été fait chevalier héréditaire par lettres données à Versailles en octobre 1677[9].
- Charles Antoine de Beauffort, (1678-1743), arrière petit-fils de Gilles (Seigneurs de Metz et de Marquais : 7e branche ci-dessus). Né à Saint-Omer le 14 mars 1678, fils de Philippe Louis de Beauffort, chevalier, et de Marie Charlotte de Quaedjonck, capitaine de dragons au régiment de Flavacourt, seigneur de Beauffort et de Mondicourt, il est également vicomte de Wisques, etc. Il meurt le 25 novembre 1743, est inhumé dans la cathédrale de Saint-Omer. Il a épousé en 1703 Clotilde Radegonde de Cupere, fille de François Marie de Cupere, seigneur de Drincham, etc., et de Marie Thérèse Vlaminck, et en 1735, en secondes noces Marie Josèphe Agnès de Croisilles, dont postérité du premier mariage[10]. Charles Antoine reçoit permission par lettres royales données à Versailles en mars 1735, de prendre le titre de marquis, de l'appliquer sur celles de ses terres qui lui plaira et de porter sur l'écu de ses armes une couronne de marquis. Charles Antoine est à cette date, chef de nom et d'armes de la famille de Beauffort, il a servi longtemps en qualité de capitaine de dragons après avoir levé une compagnie à ses frais, il a deux frères au service dans le régiment de Famechon, alors Mailly, et son fils cadet dans le régiment d'infanterie de Vermandois. La famille de Beauffort est reçue dans les chapitres nobles des Pays-Bas, et alliée avec les maisons illustres de ces pays. Elle a possédé la terre de Beauffort, qui par le mariage d'Anne de Beauffort, héritière de la branche aînée, avec Philippe de Croÿ, comte de Solre en 1582 (Maison de Croÿ), est passée dans cette dernière famille. Les de Beauffort comptent également parmi leurs membres Christophe Louis de Beauffort, issu d'une branche cadette, autorisé à prendre le titre de comte de Croix en 1716[11]. Le fils aîné de Charles Antoine va épouser une fille du dit Christophe Louis de Beauffort, comte de Croix et de Beauffort, ci-dessous[12].
- Christophe Louis de Beauffort reçoit en mai 1716 des lettres patentes l'autorisant ainsi que ses successeurs à prendre le titre et les armes de comte de Croix, avec permission de porter une couronne de marquis sur l'écu de leurs armes. Christophe Louis de Beauffort, seigneur de Buschure (Buysscheure), Nordausque, etc., grand bailli d'épée de Saint-Omer, est neveu à la mode de Bretagne (Parenté à la mode de Bretagne) de Charles Adrien de Croix, comte de Croix, seigneur de Wasquehal, brigadier des armées du roi, sans héritier mâle. Il va épouser Claire Angélique de Croix, fille aînée de Charles Adrien de Croix, lequel met comme condition au mariage et au don au couple du comté que le nom de comté de Croix, une des terres les plus considérables de la châtellenie de Lille, continue de vivre[13],[14]. En 1717, Claire Angélique de Croix donne le comté de Croix à Louis François de Beauffort, frère de Christophe Louis, lequel en hérite à la mort de son frère. Christophe Louis déclare finalement préférer reprendre les armes de Beauffort et présente une demande en ce sens au roi. La demande est acceptée et en juillet 1733, sont émises à Compiègne, des lettres royales érigeant en comté les terres de Moulle, où réside Christophe Louis, la seigneurie de Houlle et de Busschure (sans doute Buysscheure), tenues du château de Saint-Omer sous dénomination de comté de Beauffort. En échange, Christophe Louis s'engage à donner la terre et le comté de Croix à un de ses cadets qui en portera le nom et les armes pour que la donation de comté de Croix ait son effet[15].
- François Joseph de Beauffort, (descendant du rameau 7-a ci-dessus), reçoit en septembre 1722 des lettres de confirmation du titre de chevalier, données à Versailles. François Joseph de Beauffort est seigneur de Lassus, et reçoit par ces lettres permission pour lui et ses descendants de porter les anciennes armoiries de sa famille et d'orner l'écu d'un casque de front, couronné d'une couronne de comte et de prendre pour supports deux lions aussi couronnés d'une couronne de comte. Son père Antoine Joseph de Beauffort (ci-dessus) a été en 1677 créé chevalier ainsi que sa postérité née et à naître[16].
- Philippe Ernest de Beauffort, comte de Beauffort a pour femme Jeanne Joséphine Catherine de Wignacourt. Leur fils Charles Louis Marie de Beauffort, comte de Beauffort, nait à Tournai le 25 juillet 1808 et meurt à Paris le 22 juillet 1870. Il a épousé à Lille le 12 décembre 1832 Marie Ghislaine Victoire Herminie de Fourmestraux. Fille de Louis Joseph de Fourmestraux, écuyer, seigneur d'Hangrin, et de Marie Victoire Eugénie  Ghislaine de Luytens de Bossuyt, elle nait à Lille le 18 février 1817 et meurt à Paris le 27 mars 1896, à 79 ans[17].